# Терезианский кодекс
Терезианский кодекс (лат. Codex Theresianus) — австрийский кодекс гражданского права, составленный в 1767 году.
В 1753 году императрица Мария Терезия учредила комиссию для кодификации общеавстрийского гражданского и уголовного права. Эта комиссия составила терезианский кодекс гражданского права (1767), крайне несовершенный и потому вскоре потребовавший изменений.
Через год был издан и уголовный кодекс, известный под названием Nemesis Theresiana или Constitutio Criminalis Theresiana.
Данному кодексу все ещё известна пытка, как способ получения доказательств, но вместе с тем в нём фактически впервые на уровне национального законодательства довольно полно изложены начала правового регулирования международной правовой помощи, а именно в части сношений с иностранными судами и исполнения разного рода судебных поручений.